# EDULOG
EDULOG é um Think tank da Fundação Belmiro de Azevedo direcionado para a área de Educação e que se dedica à investigação, análise e discussão do sistema de ensino português. A missão do projeto é contribuir para o planeamento estratégico da educação em Portugal, com vista à excelência da educação.
O objetivo é a produção e organização de informação de caráter científico sobre a Educação, apresentada de forma simples e útil, para utilização própria ou de terceiros, nas áreas da educação, da política, mas também da sociedade em geral, contribuindo para o desenvolvimento social, económico e cultural.
O EDULOG tem um Conselho Consultivo constituído por várias personalidades ligadas à área da Educação em Portugal. 
A criação do projeto foi anunciada em 2015, por Belmiro de Azevedo, quando o mesmo abandonou formalmente a presidência do conselho de administração do grupo Sonae.

## Âmbito de Ação
A ação do EDULOG passa por desenvolver investigação científica na área da educação e divulgar os resultados desses e de outros estudos, elaborando análises e recomendações com base nos resultados. A primeira iniciativa foi uma conferência de lançamento do projeto, realizada em abril de 2016, e que contou com especialistas internacionais. Outra das iniciativas é a disponibilização de apoio financeiro a projetos de investigação na área da Educação.

### Projetos de investigação
É também objetivo do EDULOG o desenvolvimento de projetos de investigação sobre temas específicos do setor da Educação, em parceria com outras instituições. O lançamento dos dois primeiros projetos teve lugar em setembro de 2016: um para o Observatório da Educação, que irá sistematizar os indicadores e dinâmicas do sistema educativo, e outro para um estudo sobre o "Impacto do Professor na Aprendizagem do Aluno". Em janeiro de 2017 foi aprovado o terceiro estudo, intitulado “EDUGest - Gestão escolar e melhoria das escolas”..

### Casa das Ciências
O EDULOG integrou no seu projeto a Casa das Ciências, uma plataforma de partilha de recursos digitais para os professores portugueses das áreas científicas, com o objetivo de divulgar a cultura científica e aperfeiçoar os instrumentos pedagógicos nestas áreas. A parceria visa parceria visa reforçar a relação com a comunidade educativa e científica e desenvolver um programa de investigação abrangente.

## Conselho Consultivo
O EDULOG conta com um Conselho Consultivo, cujo papel é o de orientar as ações do projeto e definir as suas prioridades. Os atuais membros do Conselho Consultivo do EDULOG são:
- Isabel Alçada, membro do Conselho de Administração da European Cultural Foundation e ex-ministra da Educação;
- Alberto Amaral, presidente da Agência Nacional de Avaliação, membro do Centro de Investigação de Políticas do Ensino Superior e ex-reitor da Universidade do Porto;
- António Barreto, professor da Universidade Católica e da Universidade de Lisboa;
- David Justino, presidente do Conselho Nacional de Educação, assessor para os Assuntos Sociais da Presidência e ex-ministro da Educação;
- Isabel Leite, professora da Universidade de Évora e ex-Secretária de Estado da Educação e Ciência;
- José Novais Barbosa, membro do Conselho de Administração da Fundação Ciência e Desenvolvimento e presidente do UPTEC, ex-reitor da Universidade do Porto;
- João Filipe Queiró, professor da Universidade de Coimbra e ex-Secretário de Estado do Ensino Superior;
- Luís Reis, presidente do Conselho Geral e de Supervisão da Porto Business School, professor da Universidade do Porto e CEO da Sonae Financial Services.

## Fundação Belmiro de Azevedo
A Fundação Belmiro de Azevedo é uma instituição sem fins lucrativos, fundada em 1991 por Belmiro de Azevedo. O intuito da Fundação é funcionar como organismo de mecenato para dar continuidade às políticas da Sonae neste âmbito.
As áreas trabalhadas são as da Educação, das Artes, da Cultura e da Solidariedade, sempre em parceria com indivíduos e outras entidades. A instituição conta também com os colaboradores da Sonae para Voluntariado.
A Fundação tem por finalidades promover a educação e formação profissional, apoiar iniciativas de solidariedade social, e promover a cultura e o desporto. Belmiro de Azevedo define-se como "um viciado na educação”, e assumiu por várias vezes a relevância do papel do seu professor da escola primária na sua carreira. O Professor Carlos da Silva Andrade foi uma das pessoas que mais marcou Belmiro de Azevedo na sua formação e na sua vida.

## Ligações Externas
- Site Oficial EDULOG
- EDULOG no Twitter
- EDULOG no Facebook
- EDULOG no LinkedIn
- Site Oficial Fundação Belmiro de Azevedo
- Site oficial da Casa das Ciências